# جیمسون دلامینی
جیمسون دلامینی (انگلیسی: Jameson Mbilini Dlamini؛ زاده ۵ اوت ۱۹۳۲ – درگذشته ۵ ژوئن ۲۰۰۸) سیاستمدار اهل اسواتینی بود. وی نخست‌وزیر سابق اسواتینی بود.